# A Eirexa (Reádegos)
A Eirexa es un caserío español situado en la parroquia de Reádegos, del municipio de Villamarín, en la provincia de Orense, Galicia.

## Toponimia
El origen del topónimo es el latín (locus) ecclesiae, o lugar de la iglesia.

## Demografía
| Gráfica de evolución demográfica de A Eirexa entre 2000 y 2023 |
|                                                                |
| Datos según el nomenclátor publicado por el INE.               |